# Église Santa Passera
Santa Passera est une église du sud de Rome, sur l'autre rive de la courbe du Tibre, à partir de la basilique de Saint Paul Hors les Murs. L'église actuelle, érigée au IXe siècle, a incorporé une tombe romaine. L'église a servi à une petite communauté de mineurs qui travaillaient dans les carrières de tuf des collines voisines.
L'intérieur a conservé quelques vestiges de fresques médiévales.

## Nom
Il n'y a pas de Saint Passera. Son nom est une corruption linguistique de "Abbas Cyrus" ("Père de Cyrus"), en passant par Abbaciro, Appaciro, Appacero, Pacero, Pacera, et enfin Passera. Ce nom fait référence aux saints Égyptiens Cyrus et Jean, dont les reliques ont été ramenées à Rome au Ve siècle. 

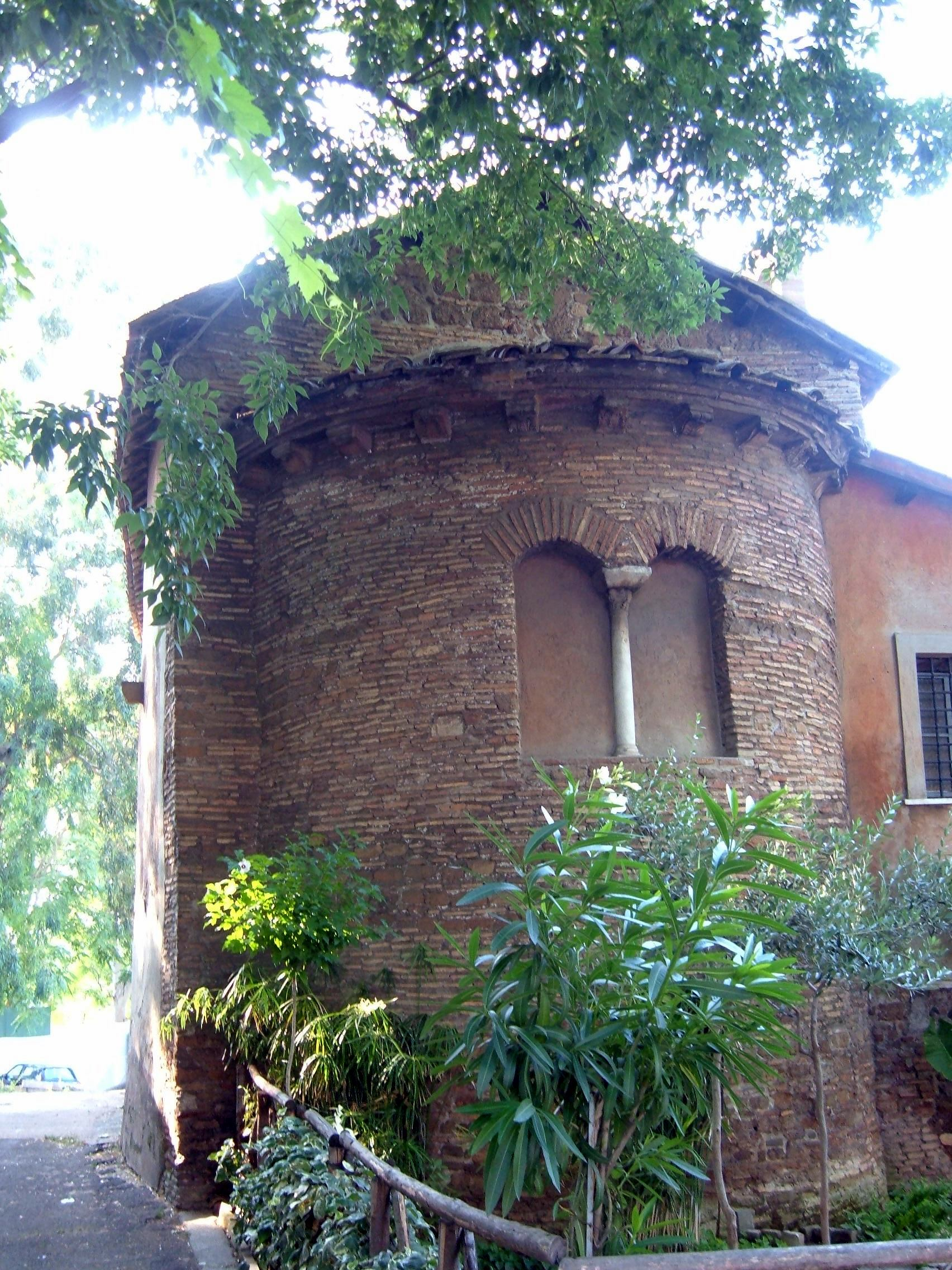
Abside
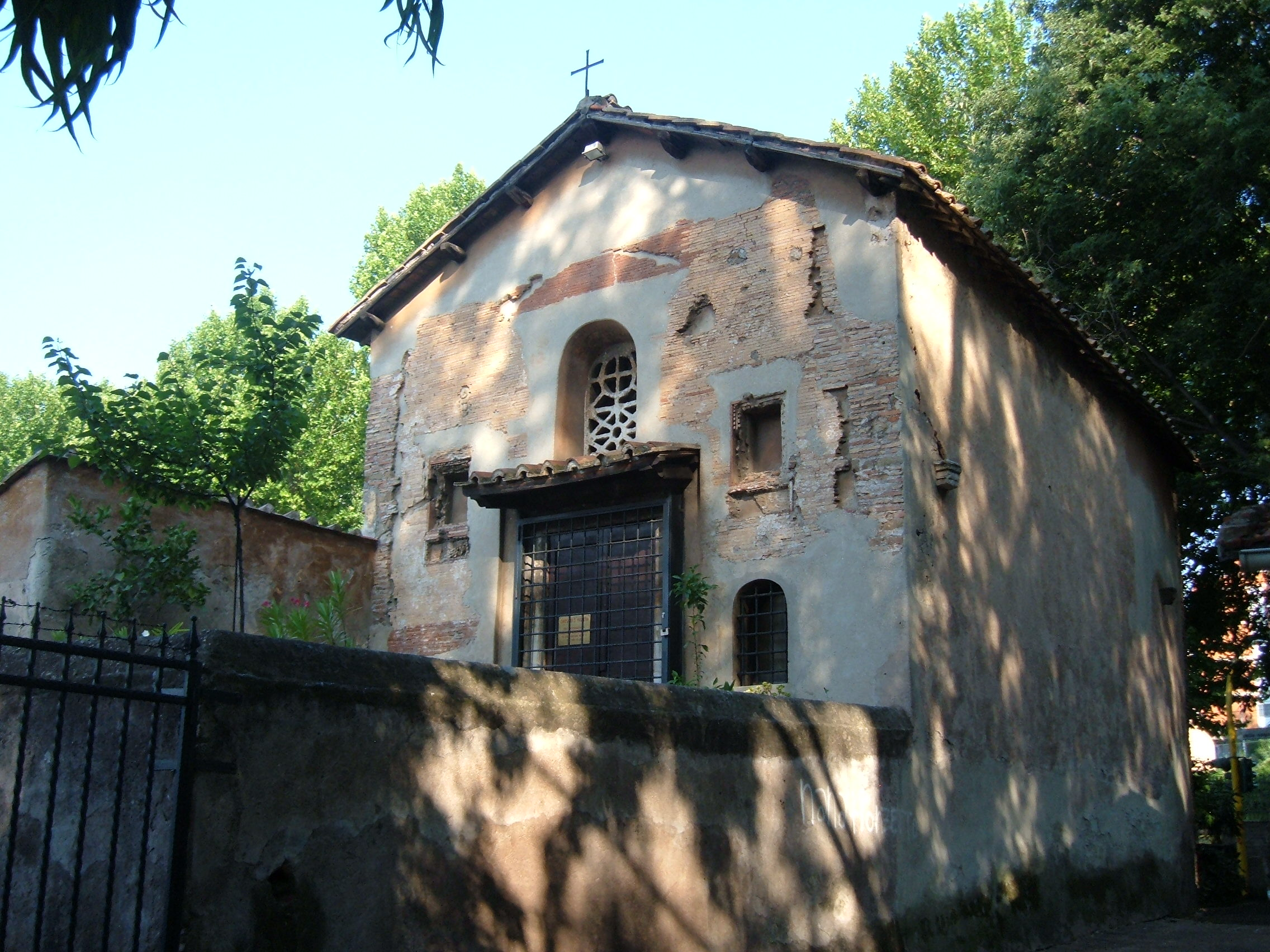